# Arvicola scherman
Arvicola scherman är en gnagare i släktet jordsorkar som förekommer i bergstrakter i Europa.
Djuret klassificerades länge som underart eller bergspopulation av vattensorken (Arvicola amphibius). Arvicola scherman vistas däremot inte lika ofta i vattnet och den är även något mindre och har ett avvikande val av födoämnen. Nyare taxonomiska avhandlingar och IUCN listar Arvicola scherman därför som god art.
Arvicola scherman når en kroppslängd (huvud och bål) av 13,5 till 16,5 cm och en svanslängd av 5,5 till 7,0 cm. Vikten varierar mellan 65 och 135 gram. Pälsens färg är beroende på utbredning men ovansidan är hos Arvicola scherman allmänt gråbrun medan vattensorken är mera svartbrun på ryggen. Undersidan är oftast ljusgrå till beige. Öronen är inte synliga utanför pälsen. Med sin robust skalle och sina extremiteter som är kortare än hos vattensorken är Arvicola scherman bra anpassad för ett underjordiskt liv.
Denna jordsork hittas i Pyrenéerna, i Alperna och anslutande medelhöga bergstrakter samt i Karpaterna. I Alperna når arten 2400 meter över havet. Habitatet utgörs främst av bergsängar eller andra gräsmarker och ibland hittas arten vid trädansamlingar.
Arvicola scherman gräver underjordiska tunnelsystem tät under markytan. Den äter på sommaren olika växtdelar som hittas på marken. På vintern utgörs födan främst av rötter och rotfrukter.
Arten är inte hotad i beståndet och den listas av IUCN som livskraftig (LC).